# Cnidoscolus pteroneurus
Cnidoscolus pteroneurus är en törelväxtart som beskrevs av Francisco Javier Fernández Casas. Cnidoscolus pteroneurus ingår i släktet Cnidoscolus och familjen törelväxter.
Artens utbredningsområde är Paraguay. Inga underarter finns listade i Catalogue of Life.